# Seniūnija

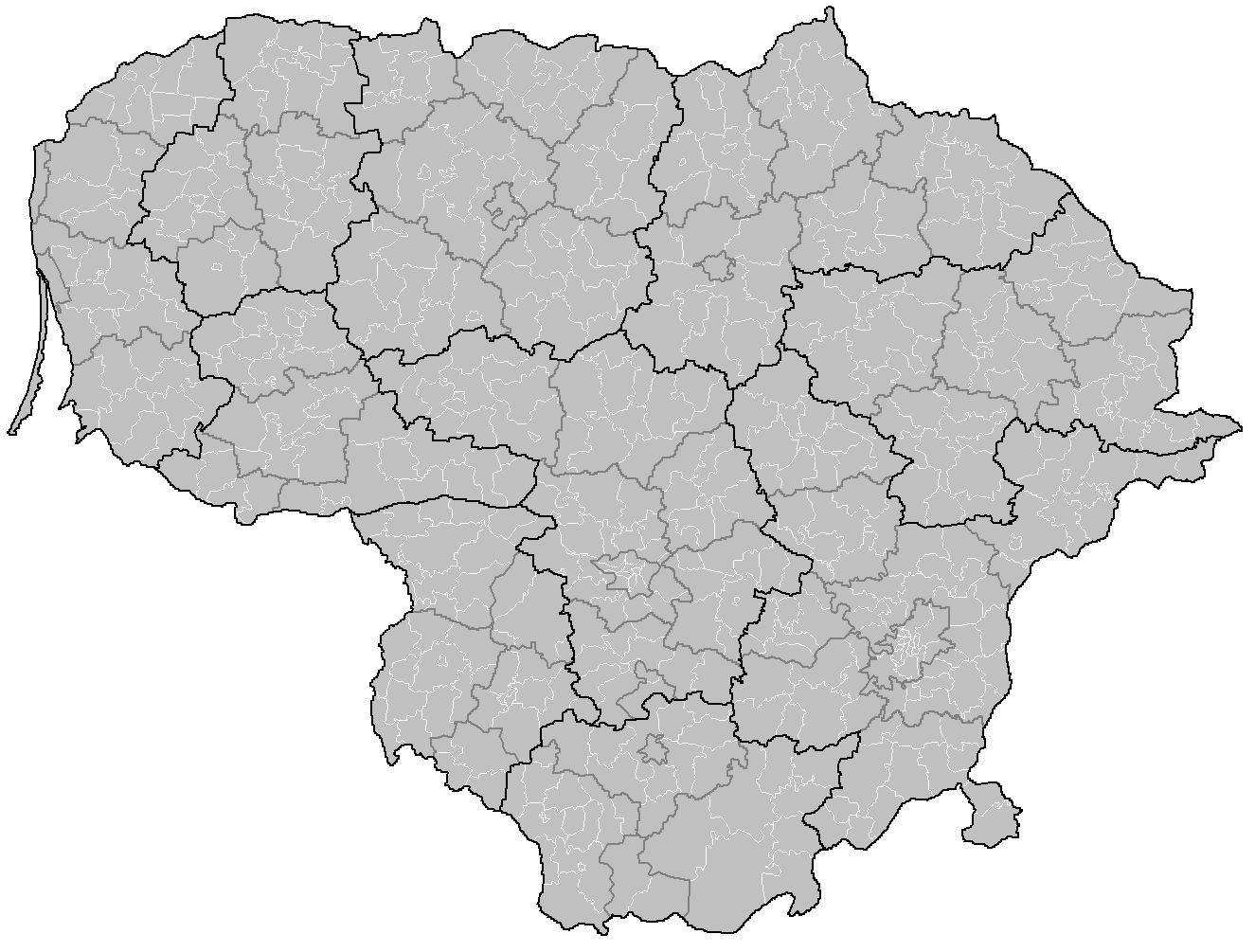
Onderverdeling van Litouwen

Een seniūnija (meervoud: seniūnijos) is in Litouwen de bestuurlijke onderverdeling van gemeenten. Het moderne Litouwen kent 546 seniūnijos.
Het gebied kan een aantal dorpen, deel van een stad of een grotere plaats omvatten.